# Sofrologia
Sofrologia – technika relaksacyjna (różna od hipnozy) i wpływania na świadomość, która ma jako cel wprowadzić równowagę między ciałem a umysłem. Została stworzona w latach 60. XX w. przez neuropsychiatrę Alfonso Caycedo Lozano. Założył on szkołę w Madrycie, aby uczyć technik sofrologii

## Etymologia
Etymologiczne sofrologia oznacza badanie równowagi świadomości:
- greckie Sof (σώφ) oznacza spokój, harmonię;
- Phron (φρον): mózg, umysł;
- Logos (λογία): nauka, poznanie.[4]

Termin został ustalony w 1960.

## Zasady
Sofrologia pobudza prawą półkulę mozgu, aby podnieść poziom kreatywności i intuicji. Jej głównym celem jest osiągnięcie harmonii świadomości ludzkiej, poprzez użycie technik buddyzmu, Raja-Jogi i zen, tworząc u pacjenta stan podobny do hipnozy, jako efekt rozluźnienia mięśniowego.

## Zastosowanie
Ta technika jest używana w leczeniu
- problemów psychologicznych,
- depresji,
- nerwicy,
- nadmiernego stresu,
- problemów dostosowania społecznego,
- astmy, arytmii serca[5].